# Josef Gingold
Pour les articles homonymes, voir Gingold.
Josef Gingold (russe : Иосиф Гингольд ; Brest-Litovsk, 28 octobre 1909 – Bloomington, 11 janvier 1995) est un violoniste classique et professeur américano-biélorusse. Jusqu'à sa mort, avec la réussite de  beaucoup de ses élèves, il était considéré comme l'un des plus influents maîtres du violon des États-Unis.

## Biographie
Gingold naît à Brest-Litovsk, dans l'Empire russe (aujourd'hui Brest, en Biélorussie), au sein d'une famille juive. Il émigre dans les années 1920 aux États-Unis où il étudie le violon avec Vladimir Graffman à New York. Il se rend ensuite en Belgique plusieurs années afin d'y étudier avec Eugène Ysaÿe. Il est le créateur de la troisième Sonate pour violon seul d'Ysaÿe. En 1937, Gingold gagne une place au sein du NBC Symphony Orchestra, dirigé par Arturo Toscanini. Il est ensuite premier violon (et occasionnement soliste) du Detroit Symphony Orchestra et plus tard premier violon de l'Orchestre de Cleveland, sous la direction de George Szell.
Gingold a édité de nombreux livres sur la technique du violon et collection d'extrait d'orchestre. Il a enseigné à l'école de musique Jacobs de l'Université de l'Indiana pendant plus de trente ans, jusqu'à sa mort en 1995. Ses élèves comprennent Gil Shaham, Anne Shih, Joshua Bell, Arnold Steinhardt, Martin Beaver, Shony Alex Braun, Andrés Cárdenes, Corey Cerovsek, Cyrus Forough, Miriam Fried, Endre Granat, Stephen Shipps, Brian Hanly, Ulf Hoelscher, Hu Nai-yuan, Jacques Israelievitch, Ivar Bremer Hauge, Leonídas Kavákos, Menton Kim, Ronald Lantz, Jaime Laredo, Michael Jinsoo Lim (premier violon du Pacific Northwest Ballet), William Preucil, Richard Roberts (premier violon de l'Orchestre symphonique de Montréal), Joseph Silverstein, Linya Su, Gwen Thompson, Jacinthe Couture et Xiao-mei Pelletier (violon solo associé du Dallas Symphony Orchestra).
Gingold est l'un des fondateurs du Concours de violon d'Indianapolis qui a lieu tous les quatre ans. Il était un membre de Delta Omicron, une fraternité professionnelle internationale de musiciens
Un portrait détaillé de Josef Gingold se trouve dans le livre de David Blum, Quintet, Five Journeys toward Musical Fulfillment (Cornell University Press, 1999), à l'origine paru en tant qu'article du 4 février 1991, du journal The New Yorker.
Gingold a joué un Stradivarius pendant 45 ans. Il considérait ce facteur, à l'égal de Shakespeare ou Rembrandt dans leur domaine[pas clair].
Gingold est mort à Bloomington, dans l'Indiana,  en 1995.

## Honneurs et récompenses
L'enregistrement de Gingold des œuvres de  Fritz Kreisler a été nommé pour un Grammy Award. Parmi les nombreux honneurs qu'il a reçu au cours de sa vie, il y a notamment l'enseignant de l'année de l'American String Teachers Association ; le prix Fredrick Bachman Lieber pour l'excellence de l'enseignement à l'Université de l'Indiana ; le prix du service national de musique de chambre américain ; le prix Robert Foster Cherry Award de l'Université Baylor pour de grands enseignants ; et la baguette d'or de la ligue de l'American Symphony Orchestra.

## Discographie
La discographie de Josef Gingold est limitée.
- The Primrose Quartet (Biddulph Recordings LAB052-53)[6] réédition de 78 t des années 1940-1941, avec Josef Gingold, William Primrose, Harvey Shapiro, Oscar Shumsky et Jesus Maria Sanroma de l'orchestre NBC de Toscanini, interprètes des œuvres de Haydn, Schumann, Brahms, Smetana et Tchaikovsky.
- « Joseph Gingold Seventyfive », enregistrements de 1942–1968, comprend la Sonate pour violon de Walton (1984, LP Red Bud RB-1017)[7]
- Josef Gingold Plays Fritz Kreisler (1976, LP).
- L'enregistrement par Gingold en 1973, du duo de Kodaly, avec le violoncelliste Janos Starker, paru originellement sur LP Fidelio F-003, réédité en 1992 sur « Starker Plays Kodaly » et en 2007 sur LP par le label TopMusic International à Hong Kong.
- Schubert, Sonatine en la mineur, D385 ; Liszt, Rapsodie Espagnole - avec György Sebök (piano) sur LP (IND-722, Indiana University School of Music)[8]
- « The Art of Josef Gingold », transfert sur CD de deux enregistrements de 1966 et 1976, par Music and Arts en 1989, réédité en 2007 par Pristine Classical[9].
- « The Artistry of Josef Gingold », un coffret de deux disques sur Enharmonic ENCD03-015, contenant des enregistrements inédits de Bloch, Arensky, Beethoven (enregistrement de concert du Concerto), Francaix, Mozart, Schubert, Tchaikovsky et Ysaÿe.

## Sources
- (en) « Joseph Gingold » - International Violin Competition of Indianapolis